# Mary Page Keller
Mary Page Keller (Monterey Park, 3 marzo 1961) è un'attrice statunitense.

## Filmografia parziale

### Cinema
- Scared Stiff, regia di Richard Friedman (1987)
- Moventi diversi (Ulterior Motives), regia di James Becket (1992)
- Il negoziatore (The Negotiator), regia di F. Gary Gray (1998)
- Venom - Pericolo strisciante (Venomous), regia di Fred Olen Ray (2001) - video
- Gigantic, regia di Matt Aselton (2008)
- Spooner, regia di Drake Doremus (2009)
- Beginners, regia di Mike Mills (2010)
- Life Partners, regia di Susanna Fogel (2014) - voce

### Televisione
- I Ryan (Ryan's Hope) – serie TV, 15 episodi (1982-1983)
- Destini (Another World) – serie TV, 38 episodi (1983-1985)
- Duetto (Duet) – serie TV, 54 episodi (1987-1989)
- Open House – serie TV, 24 episodi (1989-1990)
- Hawaii paradiso di sangue (Revealing Evidence: Stalking the Honolulu Strangler) – film TV (1990)
- Perry Mason: Va in onda la morte (Perry Mason: The Case of the Ruthless Reporter) – film TV (1991)
- Non dirmi bugie (Deception: A Mother's Secret) – film TV (1991)
- Baby Talk – serie TV, 23 episodi (1991-1992)
- Camp Wilder – serie TV, 19 episodi (1992-1993)
- Joe's Life – serie TV, 11 episodi (1993)
- Prigionieri di un incubo (The Colony) – film TV (1995)
- Una famiglia quasi perfetta (Picture Perfect) – film TV (1995)
- Costretti alla fuga (Any Place But Home) – film TV (1997)
- Zoe, Duncan, Jack & Jane – serie TV, 13 episodi (1999)
- Johnny Tsunami - Un surfista sulla neve (Johnny Tsunami) – film TV (1999)
- Providence – serie TV, 3 episodi (2000)
- JAG - Avvocati in divisa (JAG) – serie TV, 3 episodi (2002-2003)
- New York Police Department (NYPD Blue) – serie TV, 5 episodi (2004-2005)
- Nip/Tuck – serie TV, 3 episodi (2004-2005)
- Commander in Chief – serie TV, 5 episodi (2005-2006)
- Johnny Kapahala: Cavalcando l'onda (Johnny Kapahala: Back on Board) – film TV (2007)
- Castle - serie TV, episodio 3x07 (2010)
- Hart of Dixie – serie TV, 4 episodi (2012)
- Supernatural – serie TV, episodio 7x16 (2012)
- Chasing Life – serie TV, 34 episodi (2014-2015)
- Bosch  – serie TV (2015)
- Pretty Little Liars – serie TV, 3 episodi (2012-2017)

## Vita privata
Dal 1991 è sposata con l'attore e artista marziale Thomas Ian Griffith. La coppia ha due figli.

## Riconoscimenti
- Gotham Independent Film Awards
  - 2011: "Best Ensemble Performance" (Beginners)

## Doppiatrici italiane
Nelle versioni in italiano dei suoi lavori, Mary Page Keller è stata doppiata da:
- Cristina Boraschi in Johnny Tsunami - Un surfista sulla neve, The Closer
- Alessandra Korompay in CSI - Scena del crimine, Hart of Dixie
- Barbara Castracane in Zoe, Duncan, Jack & Jane
- Francesca Fiorentini in NCIS - Unità anticrimine
- Laura Boccanera in Criminal Minds
- Anna Rita Pasanisi in Mad Men
- Stefanella Marrama in Castle
- Flavia Fantozzi in Scandal
- Claudia Razzi in Chasing Life
- Anna Radici in Nip/Tuck